# Imunomodulirajoči antirevmatik
Imunomodulirajoči antirevmatiki (DMARD, angl. Disease Modifying Antirheumatic Drugs) so antirevmatična zdravila, ki z imunomodulacijo (spreminjanjem imunskega odziva) spodbudijo in vzdržujejo remisijo bolezni.
Delimo jih v dve skupini:
- sintezni imunomodulirajoči antirevmatiki
  - konvencionalni sintezni imunomodulirajoči antirevmatiki – (imenovani tudi temeljna zdravila) – sintezna zdravila, ki z imunomodulacijo spodbudijo in vzdržujejo remisijo bolezni, njihov mehanizem delovanja pa ni vedno povsem pojasnjen;
  - tarčni sintezni imunomodulirajoči antirevmatiki – novejša zdravila za peroralno uporabo s tarčnim delovanjem na določene celične molekule; na primer zaviralec fosfodiesteraze 4 apremilast in zaviralec JAK tofacitinib;[4]
- biološki imunomodulirajoči antirevmatiki – biološka zdravila, ki z imunomodulacijo prekinjajo revmatično bolezen.

## Sintezni imunomodulirajoči antirevmatiki

### Konvencionalni sintezni imunomodulirajoči antirevmatiki
V to skupino zdravil spadajo antirevmatična zdravila z zaviralnim delovanjem na imunski sistem, ki se v kombinaciji z glukokortikoidi uporabljajo za indukcijo in vzdrževanje remisije revmatičnih bolezni. Gre za zdravila, ki na različne načine zavirajo imunski sistem. Uvedba teh zdravil, imenovanih tudi temeljna zdravila, je precej spremenila prognozo revmatičnih bolezni in predstavljajo terapijo prvega izbora.
Zaradi učinkovitosti in varnosti se danes uporabljajo predvsem naslednja zdravila iz te skupine:
- metotreksat,
- leflunomid in
- sulfasalazin.

Sicer v to skupino uvrščamo še druga zdravila (soli zlata, nekatere antimalarike, azatioprin, ciklosporin A in ciklofosfamid), vendar se danes zaradi učinkovitejših in varnejših alternativ za zdravljenje revmatoidnega artritisa redko uporabljajo.
Ta zdravila se poleg revmatičnih bolezni uporabljajo še  za  zdravljenje vrste drugih bolezni, ki so posledica neustreznega odziva imunskega sistema.

## Biološki imunomodulirajoči antirevmatiki
Gre za biološka zdravila, ki ciljano zavirajo aktivnost imunskih celic oziroma njihovih proizvodov (citokinov), ki so udeleženi v patofiziologijo revmatičnih bolezni. Ključne molekule, ki povzročajo  vnetje,  so  tumorje  nekrotizirajoči  faktor  alfa (TNF-α) in interlevkini (IL-1 in IL-6). Uporabljajo se zlasti ob neučinkovanju ali pojavu neželenih učinkov temeljnih zdravil. Pogosto se uporabljajo v kombinaciji z metotreksatom.
Med seboj jih ločimo glede na to, kateri citokin/celico zavirajo: 
- zaviralci TNF-alfa (infliksimab, etanercept, adalimumab, golimumab, certolizumab pegol) – TNF-α je vnetni citokin, pomemben pri razvoju vnetnih revmatičnih bolezni;
- zaviralci receptorja IL-1 (anakinra) – preko aktivacije receptorja za IL-1 se spodbudi vnetje (IL-1 nadalje inducira IL-6 in COX);
- zaviralci receptorja IL-6 (tocilizumab ) – IL-6 je provnetni citokin s širokim spektrom delovanja;
- druga biološka zdravila (rituksimab – se  veže  na  antigen CD20 na limfocitih B in sproži imunska dogajanja, ki privedejo do celične smrti z apoptozo; abatacept).